# Encephalartos cupidus
Encephalartos cupidus R.A.Dyer, 1971 è una pianta appartenente alla famiglia delle Zamiaceae, endemica del Sudafrica.

## Descrizione
È una pianta acaule, con fusto in parte sotterraneo, senza ramificazioni, alto 15–40 cm e con un diametro di 20–30 cm; fusti secondari possono originarsi da polloni che sorgono alla base del fusto principale.
Le foglie, pennate, disposte a corona all'apice del fusto, lunghe fino a 100 cm, sono composte da foglioline lanceolate, con i margini dotati di piccole spine e disposte sul rachide con un angolo di 50-100°.
È una specie dioica, dotata di coni maschili solitari, fusiformi, peduncolati, di colore verde mela, lunghi 18–30 cm e con un diametro di 5–8 cm, con microsporofilli larghi e di forma rombica, e coni femminili, ovoidali, in genere solitari ma raramente in coppie, lunghi 20–30 cm e con un diametro di 15–20 cm, con macrosporofilli dalla superficie verrucosa.
I semi hanno una forma ovoidale, sono lunghi 25–35 mm, hanno una larghezza di 15–20 mm e sono ricoperti da un tegumento di colore giallo albicocca.

## Distribuzione e habitat
L'areale di questa specie, un tempo diffuso nelle province sudafricane di Limpopo e Mpumalanga, è oggi limitato ad una piccola zona tra i fiumi Blyde e Steelpoort, nella Blyderivierspoort Nature Reserve, da 700 a 1500 di altitudine.

## Conservazione
La IUCN Red List classifica E. cupidus come specie in pericolo critico di estinzione (Critically Endangered).

La specie è inserita nella Appendice I della Convention on International Trade of Endangered Species (CITES)